# 萨温斯基 (阿尔汉格尔斯克州)
萨温斯基（羅馬化：Savinskiy）是俄罗斯阿尔汉格尔斯克州的市级镇，属普列谢茨克区，位于舍列克萨河与叶姆察河交汇处附近。
该地2021年有人口6,366人；2010年人口7,661；2002年人口7,887；1989年人口11,544。